# Erik Valkendorf (ærkebiskop)
 For alternative betydninger, se Erik Valkendorf. (Se også artikler, som begynder med Erik Valkendorf)
Erik Valkendorf (født ca. 1465, død 28. november 1522 i Rom) var en danskfødt norsk ærkebiskop, søn af Axel Valkendorf, landsdommer på Lolland, og Margrethe Pallesdatter (Ulfeldt). 
Uden at hans studier og ungdom nærmere kendes, ses han at være gået den gejstlige bane og at være bleven domprovst i Roskilde. Meget tidlig færdedes han i kongesønnen Christians nærhed, var hos ham 1499, da denne hyldedes som svensk tronfølger, og fulgte ham 1506 til Norge som hans sekretær og private rådgiver. Beretningen om, at Valkendorf skulde have indledet kongesønnens forbindelse med Dyveke ved en forførerisk skildring af 
dennes yndigheder, er uden kildebelæg. 
I 1510 blev den norske ærkebispestol ledig efter den gamle, altid oppositionelle og prins Christian lidet behagelige Gautes død. Domkapitlet valgte en gejstlig af sin egen midte, magister Johannes Krabbe, til hans eftermand, men prins Christian fik ved sin fader udvirket at pave Julius 2. (hvad der stred mod håndfæstningens § 6) gav provision for Valkendorf (16. august 1510), hvorefter denne indviedes i Rom. Valkendorf har siden med styrke påstået, at han kun mod sin vilje lod sig bevæge til at modtage den høje værdighed. 
Han kom først 1511 til sit sæde, og i 1513 mødte han i København ved forhandlingerne om Christian 2.s dansk-norske håndfæstning. I 1514 kronede han den unge konge i Oslo, 1515 var han formand for det gesandtskab, der hentede dronning Elisabeth fra Nederlandene. Først nu har han egentlig kunnet begynde sin virksomhed ved sit ærkesæde. Han lod blandt andet med stor energi bygge på den længe forfaldne domkirke, hvorom hans våben i denne endnu minder. Han havde planer om at udnytte Norges metalliske rigdom.
Genoptagelsen af nordmændenes fart på det i de sidste menneskealdre opgivne og forglemte Grønland lå ham også på hjerte. For gudstjenesten i den norske kirkeprovins sørgede han ved at lade trykke et norsk breviarium i Paris 1519 og et norsk missale i København samme år, den første bekendte anvendelse af bogtrykkerkunsten til særlig norsk brug. Udgivelsen af den første kirkebog besørgedes ved den senere biskop i Oslo, Hans Reff, og af den sidste ved Valkendorfs senere eftermand Olaf Engelbrechtsen, der allerede da nød stor anseelse og var official i Trondhjem. 
Valkendorf havde i sin tid nydt Christian 2.s højeste gunst, men det varede ej længe, inden dette forhold ganske forandredes. Først måtte ærkebispen finde sig i meget hårde skatteopkrævninger, der allerede begyndte, før han tiltrådte sædet, og stadig gentog sig, hvorved dog må erindres, at Norges metropolitan tillige var indehaver af store verdslige len. Alene i 1519 pålagdes der ham således en skat af 9000 mark i rede penge. 
Han måtte dertil samtidig deltage i krigen mod de svenske oprørere i Jæmteland og til stadighed underholde en forholdsvis stor væbnet styrke. Trondhjems Ærkestift var dog også stort og meget indbringende, især siden dets indehavere i den senere tid drev en overmåde stor og fordelagtig fiskehandel som landets største eksportør af tørret fisk. Valkendorf er den første ærkebisp, der ses (i lighed med ærkebispen af Lund på Bornholm) at have ligefrem forundt nogle af sine tjenere breve på at være "frimænd" og ret til "skjold og hjelm" for sig og efterkommere. 
Disse pengeofre var imidlertid det mindste. Værre blev det, da "Sigbrit Moder" lod sit had gå ud over ham. Hun tillagde nemlig Valkendorf skylden for Dyvekes død. Selvfølgelig har hun ikke mistænkt ham for giftblanderi eller direkte efterstræbelser, men hun havde hørt, at Valkendorf i Nederlandene havde lovet dronning Elisabeths familie at gøre, hvad der stod i hans magt for at bevirke Dyveke fjernet, og vidste vel, at der i Nederlandene var slået paa, at frillen måtte bort med det gode eller onde, og at der kunde blive tale om "une grande finesse". 
Da så Dyveke virkelig kom af dage på en mystisk måde, vaktes Sigbrits harme mod ærkebispen, og han kom til at føle det. Sigbrit havde, som man ved, forstået også i Norge at få nogle af sine folk anbragt i høje stillinger, deriblandt magister Hans Mule, der foreløbig var bleven befalingsmand på Akershus. Denne begyndte straks at være efter dels Valkendorfs tjenere i Oslo og Hamars Stifter, hvor ærkestolen havde adskillige besiddelser, dels de endnu talrige pilgrimme, der søgte til St. Olaf. Klager til kongen hjalp intet. 
Til sidst besluttede ærkebispen at drage bort for at søge oprejsning. Efter at have sørget for, at arbejderne ved domkirken kunde fortsættes, rejste han fra Trondhjem 1521. I slutningen af juni traf han i Amsterdam kong Christian 2. selv, et for begge overraskende møde. Valkendorf erklærede, at hans agt havde været at rejse til Danmark for at henvende sig til dettes rigsråd, og at det kun var storm og uvejr, der havde bragt ham til Holland. 
Han var her allerede bleven fornærmet af Sigbrits broder og søster, og Christian II ville nu lade ham fængsle, men øvrigheden i Amsterdam ikke med på det. Kongens beskyldninger mod Valkendorf for at have forgrebet sig på domkirkens skatte kune Valkendorf på det grundigste gendrive ved kannikernes erklæringer, at han tvært imod havde forøget dem (han havde blandt andet stiftet et vikarie i Trondhjem af egne midler). 
Over Utrecht, hvorfra han i november 1521 sendte det danske rigsråd en udførlig skildring af de mod ham stedfundne forurettelser, og hvor han tillige gjorde et slags testamente, drog han derefter til Rom for penge, lånte mod pant. Da han nåede frem (2. februar 1522), var Leo X just død. Den nye pave, hollænderen Hadrian 6., var en personlig bekendt af Valkendorf fra gesandtskabsrejsen i 1515, men kom først ud på høsten til kurien, da Valkendorf var død - formentlig af pest i byen. 
Den tyske forfatter Jacob Ziegler, der i Rom gjorde hans bekendtskab, skildrer ham som "en ærværdig olding, der allerede ved sit klare åsyn lagde sin ærlige sjæl for dagen". Hans eftermand fandt blandt hans efterladenskaber blandt andet et højst interessant, endnu bevaret klageskrift til paven. 
Også i litteraturens historie fortjener Valkendorf at mindes, en ære, som han kun deler med en eneste af sine forgængere på ærkestolen, den vældige Eystein i det 12. århundrede. Vi har allerede nævnt udgivelsen af de to norske kirkebøger. Hertil kommer, at han understøttede udgivelsen af Saxo Grammaticus (Paris 1514), hvorom Christiern Pedersen selv vidner i sin fortale til dette værk. Til den nys nævnte Zieglers mærkelige værk Schondia har han ydet forfatteren bidrag. 
Endelig blev i slutningen af det 19. århundrede fremdraget et litterært arbejde af Valkendorf selv, nemlig hans i form af brev til pave Leo 10. nedskrevne beskrivelse over Finnmarken (naturligvis på latin). At et sådant skrift havde eksisteret, vidste man fra en udtalelse af Olaus Magnus, til hvis kilder det hører, men det ansås for tabt, indtil det genfandtes 
i Rom af K.H. Karlsson og derefter udgavs af Gustav Storm for det norske geografiske selskab.